# Jonathan Nordbotten
Jonathan Hjelm Hansen Nordbotten (* 14. Juli 1989 in Lørenskog) ist ein ehemaliger norwegischer Skirennläufer. Er fuhr fast ausschließlich Slaloms, selten auch Riesenslaloms. 2010 wurde er norwegischer Meister im Slalom.

## Biografie
Nordbotten bestritt im Dezember 2004 seine ersten FIS-Rennen, erste Einsätze im Europacup folgten im Februar 2006. Erstmals punkten konnte er am 4. Dezember 2007 mit Platz 16 im Riesenslalom von Geilo. Dieses Ergebnis blieb auch sein bestes im Europacup. Bessere Resultate erzielte er bei Juniorenweltmeisterschaften, an denen er von 2006 bis 2009 teilnahm. 2006 erreicht er den neunten Platz im Slalom und zwei Jahre später Rang sechs im Slalom sowie Rang fünf in der Kombination. 2007 blieb er durch einen Ausfall im zweiten Slalomdurchgang ohne Spitzenergebnis, nachdem er im ersten Lauf als Dritter noch auf Medaillenkurs gewesen war. Bei seinen letzten Juniorenweltmeisterschaften 2009 blieb Nordbotten nach Ausfällen im Slalom und im Riesenslalom ohne Resultat. Besser waren seine Ergebnisse bei den  norwegischen Meisterschaften. 2006, 2007 und 2008 wurde er Vizemeister im Slalom und 2009 Vizemeister in der Abfahrt. Im März 2010 gewann er mit dem Sieg im Slalom seinen einzigen norwegischen Meistertitel.
Ab Sommer 2010 studierte Nordbotten an der University of Vermont in den Vereinigten Staaten. Er nahm daher nun vorwiegend an Rennen in Nordamerika teil und startete statt im Europacup im Nor-Am Cup. In dieser Rennserie erzielte er von Beginn an bessere Resultate als im Europacup. Er gewann in der Saison 2010/11 mit zwei Siegen in Panorama und Val Saint-Côme die Slalomwertung und erreichte in der Gesamtwertung den siebten Platz. In der Saison 2011/2012 gelang ihm ein Sieg und ein weiterer Podestplatz im Slalom, womit er diesmal Zweiter der Disziplinenwertung und erneut Siebter im Gesamtklassement wurde. Am 8. Dezember 2011 kam Nordbotten im Slalom von Beaver Creek erstmals im Weltcup zum Einsatz, schied aber im ersten Durchgang aus. Am 24. Januar 2012 gewann er mit Platz 23 im Nachtslalom auf der Planai in Schladming die ersten Weltcuppunkte.
In der Weltcupsaison 2012/13 blieb Nordbotten bei allen Starts ohne zählbares Ergebnis. Andererseits belegte er mit zwei Siegen in Loveland und Calgary erneut den dritten Platz in der Slalomwertung des Nor-Am Cup. Zwei weitere Slalomsiege auf dieser Stufe kam en im Winter 2013/14 hinzu, beide in Loveland. Im Weltcup fuhr er regelmäßiger in die Punkteränge, kam dabei aber längere Zeit nicht über einen 20. Platz hinaus. In der zweiten Hälfte der Saison 2015/16 stieß er dann mit drei Top-10-Platzierungen in die Nähe der Weltspitze vor, wobei ein sechster Platz im Slalom von Kitzbühel sein bestes Ergebnis war. Mit drei weiteren Ergebnissen unter den besten zehn im darauf folgenden Winter sicherte sich Nordbotten die Teilnahme an den Weltmeisterschaften 2017 in St. Moritz, wo er 13. wurde. Das beste Weltcupergebnis seiner Karriere erzielte er am 10. Dezember 2017 mit Platz 5 im Slalom von Val-d’Isère. Drei weitere Ergebnisse unter den besten zehn brachten ihm die Nomination für die Olympischen Winterspiele 2018 in Pyeongchang ein. Dort gewann er als Ersatzfahrer, ohne selbst zum Einsatz gekommen zu sein, die Bronzemedaille im Mannschaftswettbewerb.
Nordbotten erreichte in den folgenden Winter nicht mehr sein gewohntes Niveau, weshalb er wieder vermehrt im Europacup startete; dabei gelangen ihm drei Siege. Nachdem er zu Beginn des Weltcupwinters 2020/21 das letzte Mal gepunktet hatte, verpasste er neunmal in Folge die Qualifikation für den zweiten Durchgang oder schied im ersten Lauf aus. Aus diesem Grund gab er am 27. April 2021 das Ende seiner Sportkarriere bekannt.

## Erfolge

### Olympische Winterspiele
- Pyeongchang 2018: 3. Mannschaftswettbewerb

### Weltmeisterschaften
- St. Moritz 2017: 13. Slalom
- Åre 2019: 5. Mannschaftswettbewerb, 23. Slalom

### Weltcup
- 11 Platzierungen unter den besten zehn

### Weltcupwertungen
| Saison  | Gesamt | Gesamt | Slalom | Slalom |
| Saison  | Platz  | Punkte | Platz  | Punkte |
| ------- | ------ | ------ | ------ | ------ |
| 2011/12 | 126.   | 8      | 47.    | 8      |
| 2013/14 | 102.   | 27     | 37.    | 27     |
| 2014/15 | 102.   | 40     | 33.    | 40     |
| 2015/16 | 72.    | 111    | 24.    | 111    |
| 2016/17 | 55.    | 133    | 17.    | 133    |
| 2017/18 | 46.    | 149    | 19.    | 149    |
| 2018/19 | 109.   | 32     | 40.    | 32     |
| 2019/20 | 82.    | 76     | 28.    | 76     |
| 2020/21 | 147.   | 4      | 49.    | 4      |

### Europacup
- Saison 2018/19: 7. Slalomwertung
- Saison 2019/20: 10. Slalomwertung
- Saison 2020/21: 9. Slalomwertung
- 7 Podestplätze, davon 3 Siege:

| Datum            | Ort           | Land        | Disziplin |
| ---------------- | ------------- | ----------- | --------- |
| 5. Februar 2019  | Gstaad        | Schweiz     | Slalom    |
| 12. März 2019    | Kranjska Gora | Slowenien   | Slalom    |
| 28. Februar 2021 | Oberjoch      | Deutschland | Slalom    |

### Nor-Am Cup
- Saison 2010/11: 7. Gesamtwertung, 1. Slalomwertung
- Saison 2011/12: 7. Gesamtwertung, 2. Slalomwertung
- Saison 2012/13: 3. Slalomwertung
- Saison 2013/14: 4. Slalomwertung
- 11 Podestplätze, davon 7 Siege:

| Datum             | Ort            | Land   | Disziplin |
| ----------------- | -------------- | ------ | --------- |
| 16. Dezember 2010 | Panorama       | Kanada | Slalom    |
| 4. Januar 2011    | Val Saint-Côme | Kanada | Slalom    |
| 16. Dezember 2011 | Panorama       | Kanada | Slalom    |
| 24. November 2012 | Loveland       | USA    | Slalom    |
| 17. März 2013     | Calgary        | Kanada | Slalom    |
| 25. November 2013 | Loveland       | USA    | Slalom    |
| 26. November 2013 | Loveland       | USA    | Slalom    |

### Juniorenweltmeisterschaften
- Québec 2006: 9. Slalom, 30. Super-G
- Altenmarkt/Flachau 2007: 25. Riesenslalom, 35. Super-G
- Formigal 2008: 5. Kombination, 6. Slalom, 20. Abfahrt, 28. Riesenslalom, 35. Super-G

### Weitere Erfolge
- Norwegischer Meister im Slalom 2010
- Norwegischer Vizemeister im Slalom 2006, 2007 und 2008
- Norwegischer Vizemeister in der Abfahrt 2009
- 6 Siege in FIS-Rennen